# Willy Fischler
Willy Fischler (Antwerpen, 1949) is een Belgisch theoretisch fysicus. Hij studeerde aan de ULB en zijn specialisatie is de snaartheorie. Hij is momenteel professor fysica aan de Universiteit van Texas in Austin, waar hij meewerkt in de theoriegroep van Steven Weinberg.
Fischler is, onder andere, medegrondlegger van de BFSS Matrix Theorie, een poging tot een niet-perturbatieve formulering van  M-theorie. Hij werkt aan snaarkosmologie, en kwantumkosmologie in het algemeen.